# Leopold Philipp Montecuccoli
Leopold Philipp rigsfyrste Montecuccoli (født 1663, død 6. januar 1698) var kejserlig general i det habsburgske monarki.
Han var søn af Raimondo Montecuccoli og Margaretha von Dietrichstein-Nikolsburg (1637-1676), datter af Max von Dietrichstein, overhofmester hos kejser Ferdinand III. 
Som sin fader stod Leopold Philipp i kejserlig habsburgsk tjeneste. Ved faderens død i 1680 overtog han som oberst dennes kyrasserregiment, blev 3. september 1685 udnævnt til generalfeltvagtmester og blev 6. oktober 1688 feltmarskalløjtnant. Montecuccoli var desuden kaptajn for den kejserlige drabantlivgarde, kæmmerer, gehejmeråd og ridder af Den gyldne Vlies. Han blev i 1689 ophøjet til rigsfyrste (hvilket allerede var blevet lovet Raimondo Montecuccoli), men slægten uddøde med ham i 1698, eftersom hans ægteskab med grevinde Maria Antonia Colloredo var barnløst.